# Cyprian (Sznitnikow)

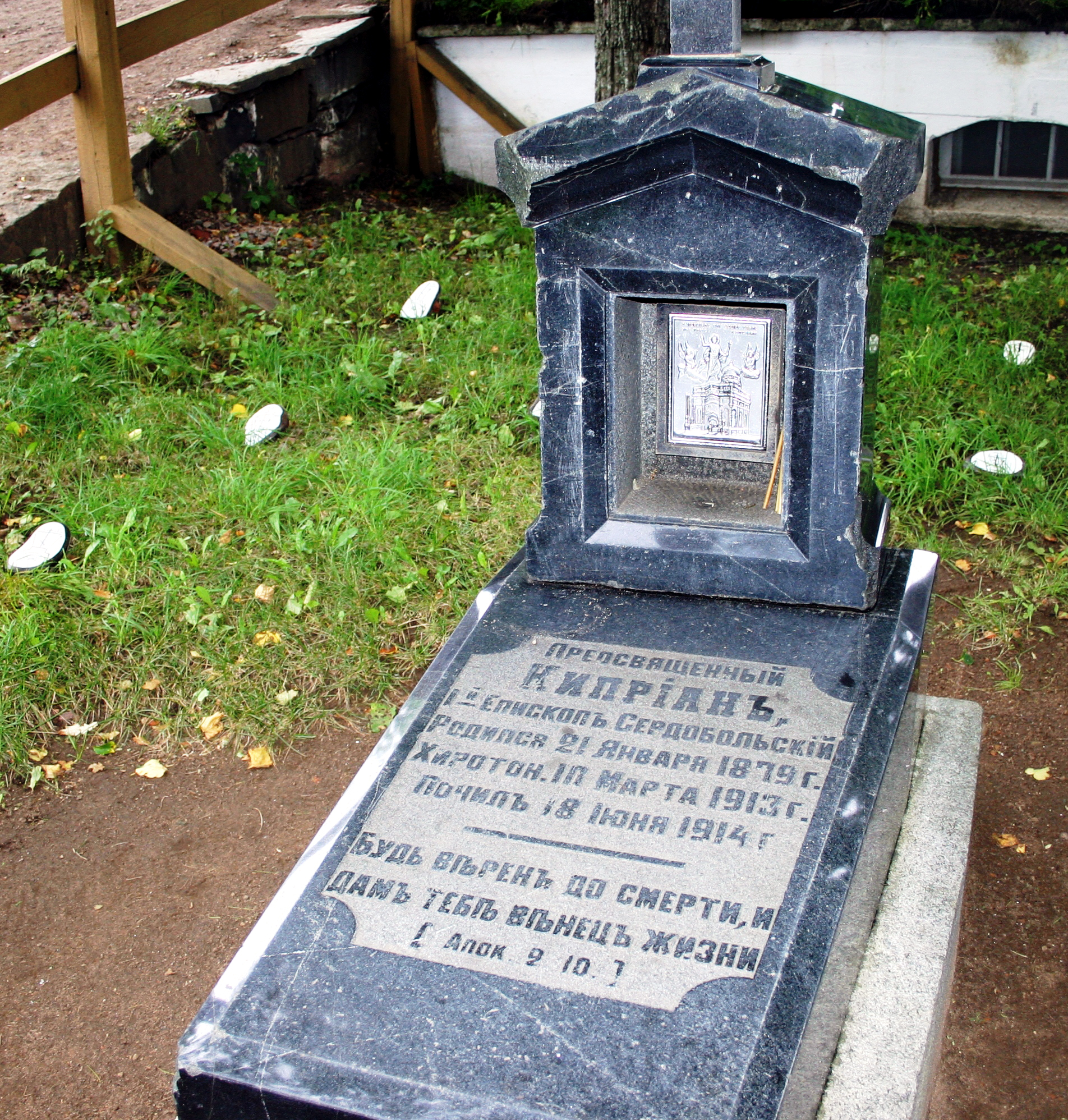
Grób biskupa Cypriana

Cyprian, imię świeckie Aleksiej Jakowlewicz Sznitnikow (ur. 4 stycznia?/16 stycznia 1879 w Ostaszkowie, zm. 27 kwietnia?/10 maja 1914 w Petersburgu) – rosyjski biskup prawosławny.

## Życiorys
Pochodził z rodziny mieszczańskiej. Ukończył seminarium duchowne w Twerze jako najlepszy absolwent w swoim roczniku. Następnie kontynuował naukę teologii na Petersburskiej Akademii Duchownej. Jako student III roku złożył wieczyste śluby mnisze z imieniem Cyprian, dyplom końcowy uzyskał w 1904, a jego dysertację końcową oceniono wyjątkowo wysoko, nadając mu od razu stopień magistra nauk teologicznych. Mnich Cyprian miał kontynuować pracę na uczelni, by zostać profesorem teologii, jednak w 1905 na własne życzenie zrezygnował z pracy akademickiej, by podjąć pracę misyjną w Karelii pod kierunkiem arcybiskupa fińskiego i wyborskiego Sergiusza.
Po zapoznaniu się z historią i kulturą Karelów hieromnich Cyprian przystąpił do pracy misyjnej, której było przerwanie procesów fennicyzacji i szerzenia się luteranizmu wśród Karelów. Utworzył Prawosławne Bractwo Karelskie św. Jerzego i sam został jego pierwszym przewodniczącym. W lutym 1908 został głównym synodalnym antyluterańskim misjonarzem (ros. синодальный карельский противолютеранский миссионер) eparchii archangielskiej, pietrozawodskiej i fińskiej. W 1909 otrzymał godność archimandryty. Odbył szereg podróży duszpasterskich po Karelii, otwierał rosyjskie szkoły dla Karelów.
W 1913 w ramach eparchii fińskiej i wyborskiej utworzony został wikariat serdobolski, którego zwierzchnik miał być odpowiedzialny za opiekę nad prawosławnymi Karelami w eparchiach fińskiej, archangielskiej i ołonieckiej. Archimandryta Cyprian otrzymał nominację na tę katedrę dzięki rekomendacji arcybiskupa fińskiego Sergiusza. Chirotonię biskupią przyjął 10 marca 1913 z rąk goszczącego w Rosji z okazji uroczystości 300 lat panowania Romanowów patriarchy antiocheńskiego Grzegorza IV, któremu asystowali hierarchowie rosyjscy.
Mimo słabego zdrowia biskup Cyprian kontynuował intensywną pracę duszpasterską, wielokrotnie wyjeżdżał do odległych karelskich wsi. W kwietniu 1914, w czasie wyjazdu do Petersburga, doznał silnego ataku nieleczonej wcześniej choroby jelit i po kilku tygodniach zmarł. Został pochowany na terenie Monasteru Wałaamskiego.